# Timofej Skrjabin
Timofej Skrjabin, född den 14 november 1967 i Moldavien, är en sovjetisk boxare som tog OS-brons i flugviktsboxning 1988 i Seoul. Han åkte ut i semifinalen mot Kim Kwang-Sun från Sydkorea.